# Scrinium brazieri
Scrinium brazieri é uma espécie de gastrópode do gênero Scrinium, pertencente a família Mitromorphidae.